# Aerodrom
Aerodrom je svako definisano područje, uključujući sve objekte, instalacije i opremu, na kopnu ili na vodi ili na fiksnoj, fiksnoj priobalnoj ili plutajućoj strukturi, koje je u celini ili delimično namenjeno za sletanje, poletanje ili kretanje vazduhoplova.
Aerodromi su namenjeni za vojni i civilni vazdušni saobraćaj, (prijem i otpremu aviona, putnika, prtljaga, robe, stvari, pošte, borbena dejstva vojnih aviona i obuku i školovanje pilota).
Aerodromi prema nameni mogu biti vojni, vojno-civilni (mešoviti) i civilni. Prema nameni i uređenju aerodromi se dele na kategorije.

## Infrastruktura aerodroma
Infrastruktura aerodroma se sastoji od: manevarskih površina, prelaznih i bočnih pojaseva sigurnosti, pretpolja i prilaznih pojaseva sigurnosti, prilaznih (odlazni) sektora, mesta za smeštaj vazduhoplova, objekata, uređaj i opreme za rukovođenje letenjem, mesta i objekata za specijalne potrebe.

### Manevarske površine
Manevarska površina je deo aerodroma određen za poletanje i sletanje, voženje vazduhoplova na zemlji, isključujući hangarsku stajanku i deo aerodromskih površina namenjenih za tehničko održavanje vazduhoplova.

#### Poletno-sletna staza
Poletno-sletna staza (PSS) je pravougaona površina na zemlji ili vodi namenjena za poletanje i sletanje vazduhoplova. Njena širina i dužina zavisi od namene aerodroma i vrste aviona koji na nju sleću i sa nje poleću i regulisana je međunarodnim propisima. Obeležena je za dnevne i noćne uslove letenja.
U građevinskom pogledu poletno-sletne staze se dele na;
PSS sa veštačkom podlogom, betonske, asfaltne, ili od čeličnih ili betonskih ploča,
PSS sa prirodnom podlogom; travnate, zemljane, vodene (na rekama, jezerima, moru)ili sa ledenom i snežnom podlogom (na severnom ili južnom polu i nekim zimskim centrima).
Manji aerodromi obično imaju jednu PSS sa veštačkom podlogom i jednu PSS sa prirodnom podlogom, a veći dve i više PSS sa veštačkom podlogom.
Obeležavanje PSS za dnevne uslove;
Obeležavanje PSS služi kao pomoć u završnoj fazi prilaza aviona pri sletanju danju i pri dobroj vidljivosti. Oznake se sastoje od linija, brojeva i slova. Najčešće su bele boje, propisanog su oblika i veličine.
Oznake staze nalaze se na pragovima poletno-sletnih staza u obliku dvocifrenog broja koji predstavlja smer staze u stepenima.
Osa staze (centralna linija) je uzdužna isprekidana linija između oznaka praga.
Prag staze su uzdužne linije paralelne na osu staze.
Rub staze puna linija uzduž oba ruba na celoj dužini između pragova.
Zone sletanja obeležavaju se na stazama za precizno prilaženje. Sastoje se od parova linija simetrično postavljenih u odnosu na osu staze.
Tačka sletanja je mesto na stazi na kome bi vazduhoplov trebalo da dotakne stazu. Oznaka je par pravougaonika simetričnih u odnosu na osu staze.
Obeležavanje PSS za noćne uslove;
Ovo obeležavanje služi kao pomoć u završnoj fazi prilaza vazduhoplova pri sletanju noću ili u uslovima lošije vidljivosti danju.
Prilazna svetla zavise od kategorije aerodroma i mogu biti:.
- Jednostavna prilazna svetla sačinjava pravolinijski niz svetiljki dužine najmanje 420 m u produžetku ose staze i jedan poprečni niz na 300 m od praga i crvene su boje.
- Svetla za precizni prilaz kategorije I sačinjava osna linija svetiljki dužine 900 m i više poprečnih nizova svetala koji su ravnomerno kraći prema pragu staze. Sistem se dopunjuje bljeskajućim svetlom bele boje (tzv. „munja”), s tim da bljesak počinje na najudaljenijoj svetiljki i ravnomerno se kreće prema pragu staze.
- Svetla za precizni prilaz kategorije II i III sačinjavaju pravolinijski niz svetiljki dužine 900 m u produžetku ose staze, dve bočne linije svetiljki paralelnih osi na 270 m od praga i poprečni sistem svetala. Svetla ose i poprečna svetla sistema emituju belu svetlost visokog intenziteta, a svetla bočnih nizova isto takvu ali crvenu svetlost.

Rubna svetla staze postavljena su uzduž oba ruba na udaljenosti najmanje 60 m i bele su boje.
Svetla praga staze postavljena su u poprečnom nizu, označavaju početak staze i zelene su boje. Vidljiva su jedino iz pravca prilaženja.
Svetla kraja staze postavljena su u poprečnom nizu, označavaju kraj staze i crvene su boje. Vidljiva su jedino iz pravca prilaženja.
Svetla ose staze obavezna su za kategorije II i III. Prostiru se po uzdužnoj osi staze.
Svetla zone dodira postavljena su u paralelnim redovima simetrično sa osom staze i prostiru se 900 m od njenog praga.

## Staza za voženje
Staze za voženje (SV)
To su uređena površina ili prilazni putevi po kojima se vazduhoplovi kreću; od poletno-sletne staze (PSS) do stajanke za avione i obratno od stajanke za avione do linije poletanja na PSS. Radi lakše orijentacije pilota, one su po sredini označene linijom za kretanje, „STOP” -linijom za kontrolu kočnica i vazduha i pozicijom za čekanje pre izlaska na PSS.
Obeležavanje SV za dnevne uslove;
Celom dužinom, po sredini staza za voženje je obeležena punom linijom žute boje. Udaljenost sredine staze za voženje i njenih krajeva mora uvek biti jednaka. Pozicija za čekanje obeležena je okomitom linijom na liniju staze za voženje i nalazi se pre izlaska na PSS. Na početnom delu, staze za voženje obeležena je linijom i oznakom „STOP”, na kojoj se avioni po izlaska sa stajanke za avione, a pre nastavka kretanja stazom za voženje, zaustavljaju radi provere vazduha i kočnica.
Obeležavanje SV za noćne uslove;
U noćnim i uslovima loše vidljivosti, staze za voženje su označene po rubnim ivicama plavim a po sredini zelenim svetlima. Linija pozicije za čekanje u slučaju zabrane prolaza svetli crveno, a kada je ulaz na PSS slobodan svetli zeleno.

### Prelazni i bočni pojas sigurnosti
- Prelazni pojas sigurnosti je poravnato i ojačano zemljište duž obe strane PSS širine 5-7.
- Bočni pojas sigurnosti je poravnato i stabilizovano zemljište duž spoljnih strana prelaznog pojasa sigurnosti, širine 50-70 m.

### Pretpolja i prilazni pojasevi sigurnosti
- Pretplje je poravnato i stabilizovano zemljište u produžetku oba kraja PSS dužine 25 m i širine do bočnih pojaseva sigurnosti
- Prilazni pojas sigurnosti je poravnato i stabilizovano zemljište koje se proteže 100—500 m u spoljnu stranu pretpolja

### Prilazni (odlazni) sektor
- Prilazni (odlazni) sektor je deo vazdušnog prostora sa oba kraja PSS počev od prilaznog pojasa sigurnosti, duž produžene ose PSS, u kome vazduhoplov planira radi sletanja na PSS, odnosno u kome je vazduhoplov u fazi poleta.
- Prilazni (odlazni) sektor je odozdo ograničen zemljišnom kosom ravni iznad koje se ne sme nalaziti nikakva prirodna ili veštačka prepreka. Nagib prilazne kose ravni je ugao koji prilazna kosa ravan zaklapa sa zamišljenom horizontalnom produženom ravni PSS. Izražava se u vidu odnosa visine i udaljenosti od praga PSS i za vizuelno letenje mora da bude najviše 1:20, a za instrumentalno 1:50.

### Stajanka za vazduhoplove
Stajanka za vazduhoplove je uređena i propisno označena površina na aerodromu namenjena za smještaja vazduhoplova, radi utovara i istovara putnika, pošte i robe, punjenja goriva, parkiranja i održavanja aviona.
Po stajanci za vazduhoplove mogu se kretati samo vozila i oprema koja je tehnički ispravna. U prihvatu i otpremi vazduhoplova učestvuju razne službe sa zadatkom da u određenom, često vrlo kratkom vremenskom razdoblju obave niz radnji, sigurno i kvalitetno.
Zbog sigurnosti i brzine opsluživanja zabranjuje se pristup avionu svim onim vozilima koja nisu u vezi sa prihvatom vazduhoplova. Brzine kretanja opreme po stajanci, položaj opreme oko vazduhoplova i pravo prvenstva strogo su određeni. Vozila se smeju kretati isključivo po servisnim putevima te upravno prema poziciji na kojoj je parkiran avion. Apsolutnu prednost nad svim ostalim vozilima ima vazduhoplov u kretanju, zatim vangabaritna i specijalna vozila (specijalna vozila vatrogasne službe, autobusi za prevoz putnika, cisterne za gorivo, platforme za istovar i utovar tereta, samohodne stepenice). Vozila se po servisnim putevima mogu kretati brzinom do 40 km/h. Brzina kretanja vozila i opreme u prilazu vazduhoplovu ne smije biti veća od 15 km/h a brzina oko samog vazduhoplova ograničena je na 5 km/h.

### Objekti, uređaji i oprema za rukovođenje letenjem
Objekti, uređaji i oprema za rukovođenje letenjem razmeštaju se na aerodromu na način koji obezbeđuje organizovano i bezbedno letenje i rukovođenje letenjem. Vrsta objekata i uređaja zavisi od namene i kategorije aerodroma.

### Mesta i objekti za specijalne potrebe
Mesta i objekti za specijalne potrebe mogu biti;
- Mesta za specijalne potrebe

- mesta za podizanje i spuštanje spoljnjeg tereta,
- mesto (krug) za kompenzaciju magnetnog i radio kompasa,
- mesto za prinudno sletanje vazduhoplova,
- mesto za prinudni smeštaj vazduhoplova u vanrednim situacijama (požar, zaraza, terorizam)

- Objekti za specijalne potrebe

- Objekti za prihvat i servisiranje vazduhoplova (hangari),
- Objekti za prihvat i otpremu putnika i robe,
- Skladišta goriva i robe, radarske stanice, radio farovi itd,

### Galerija — objekti i mesta za specijalne potrebe
- Aerodromska kontrola letenja
- Unutrašnjost objekta za prihvat putnika
- Objekti i sredstva za prihvat i servisiranje vazduhoplova
- Hangari-za servisiranje vazduhoplova
- Najveći aerodrom na svetu u Kini.
- Rezervoari za gorivo na Minhenskom aerodromu

## Namena aerodroma
Na osnovu kriterijuma Međunarodne organizacije za civilni vazdušni saobraćaj ICAO-u, (Aneks 14-I Čikaške konvencije) aerodromi se prema nameni dele na:
Aerodrome za javni vazdušni saobraćaj (razvrstavaju se u 5 kategorija),
Aerodrome za obučavanje letačkog osoblja i sportske aerodrome (razvrstavaju se u 3 kategorije),
Aerodrome za potrebe pojedinih struktura uprava i organizacija (aerodromi za vlastite potrebe).
Hidrodrome — aerodrome, namenjene za sletanje i poletanje hidroaviona(aviona koji poleću s vodene površine), koji se razvrstavaju u 3 kategorije: A, B, i C i dodaje im se broj od 1 do 3 koji označava dubinu kanala za sletanje i poletanje.
Helidrome — aerodrome, namenjene za sletanje i poletanje helikoptera, koji se označavaju oznakama A, B i C.

## Kodne oznake aerodroma
Međunarodna organizacija ICAO primenjuje, kodnu oznaku za geografsko razvrstavanje aerodroma u svetu, koja se sastoji od četiri slova. Ovi kodovi su određeni od strane Organizacija međunarodnog civilnog vazduhoplovstva (енгл. International Civil Aviation Organization).
ICAO kodovi se koriste u vazdušnom saobraćaju i procedurama u toku letenja, kao što su planovi letenja. Ovi kodovi nisu isti kao IATA oznake poznate i vidljive za javnost (putnike) koje se koriste u avio saobraćaju. (ICAO) takođe izdaje i svoje posebne oznake za aerodrome i avio-kompanije.
IATA izdaje troslovne oznake za aerodrome (na primer za aerodrom „Nikola Tesla”, Beograd: BEG) i dvoslovne oznake za avio-kompanije (na primer za Jat ervejz: JU), koje su najčešće korišćene oznake ove vrste u svetu, a koje služe za označavanje rezervacija karata i prtljaga, polazaka aviona itd.
Prva dva slova su regionalni prefiksi. Prvo slovo koda označava regiju u svetu — kontinent, deo kontinenta (npr., «E» — Severna Evropa, «L» — srednja i južna Evropa), ili kod velikih zemalja («K» — USA, „C” — Kanada ,«Y» — Australija). U drugom delu kodna oznaka označava zemlju u regiji kojoj odgovara prvo slovo. Preostala dva (tri za veće zemlje) određuju aerodrom u toj zemlji.
Posebna kodna oznaka »« je rezervisana za slučajeve izrade plana leta na aerodromima, koji nemaju kodnu oznaku ICAO.
| 1 slovo | Regija Sveta   | 2 slovo | Zemlja u regiji | 3 i 4 slovo | Aerodrom u toj zemlji |
|         |L (južna Evropa) |         |Y (Srbija)        |             |NI (a. Niš)              |

| Naziv                      | Lokacija  | Oznaka |
| -------------------------- | --------- | ------ |
| Aerodrom Batajnica         | Batajnica |        |
| Aerodrom Nikola Tesla      | Beograd   |        |
| Aerodrom Morava            | Kraljevo  |        |
| Aerodrom Konstantin Veliki | Niš       |        |
| Aerodrom Slatina           | Priština  |        |
| Aerodrom Ponikve           | Užice     |        |

## Kategorizacija aerodroma
Osnovni elementi na osnovu kojih se određuje kategorija aerodroma su: dužina glavne PSS (odnosno njenog glavnog prilaza za poletanje i sletanje), vrsta vazduhoplova koje mogu prihvatiti, namena aerodroma, kapaciteti infrastrukture aerodroma i oprema za navigaciju (uslovi za dnevno i sletanje pri slaboj vidljivosti i noću), broj putnika i obim prometa robe.

### Kategorizacija prema vrsti vazduhoplova
Prema vrsti vazduhoplova koje mogu prihvatiti, aerodromi se dele na:
1. CTOL aerodrome (engl. Conventional Take off and Landing), namenjene za standardne ili konvencionalne tipove vazduhoplova, s dužinom PSS većom od 1.800m;
2. RTOL aerodrome (engl. Reduced Take off and Landing) kod kojih se smanjuje (redukuje) potrebna dužina PSS na 1.200 do 1.800 m za nove savremene tipove turbo prop i turbofan vazduhoplova;
3. STOL aerodrome (engl. Short Take off and Landing) s dužinom PSS od 800 do 1.200 m;
4. VTOL aerodrome (engl. Vertical Take off and Landing) sa kratkom (tzv. ultrakratkom) PSS manjom od 800 m. U ovu grupu spadaju hidrodromi i helidromi.

### Kategorizacija prema kodnim oznakama
U skladu s dokumentima ICAO razvrstavanje — kategorizacija aerodroma vrši se kodnim oznakama.
Kodna oznaka za kategorizaciju aerodroma se sastoji od dva elementa (brojčane i slovne oznake);
Kodna oznaka 1 — (brojčana oznaka); koja se temelji na dužini PSS i označava se brojčanim oznakama 1, 2, 3 i 4…;
| Kodni broj | Dužina PSS    |
| ---------- | ------------- |
| 1          | < 800         |
| 2          | 800 — 1.200   |
| 3          | 1.200 — 1.800 |
| 4          | > 1.800       |

Kodna oznaka 2 — (slovna oznaka) koja se temelji na osnovu raspona krila vazduhoplova i rastojanja između spoljnih naplataka glavnih točkova stajnog trapa i označava se slovnim oznakama A, B, C, D i E…;
| Kodna oznaka | Raspon krila | Raspon stajnog trapa |
| ------------ | ------------ | -------------------- |
| A            | 15 m         | < 4,5                |
| B            | 15 — 24 m    | 4,5 — 6              |
| C            | 24 — 36 m    | 6 — 9                |
| D            | 36 — 52 m    | 9 — 14               |
| E            | 52 — 60 m    | 9 — 14               |

Primer: avion IL-62 M, sa procenjenom dužinom poletanja pri standardnim atmosferskim uslovima od 3.280 m, i rasponom krila od 43,2 m, i rastojanjem između spoljnih naplataka glavnog stajnog trapa od 8,0 m odgovara klasifikaciji 4D poletno-sletne staze.

### Kategorizacija prema opremljenosti za sletanje
Prema stepenu opremljenosti za sletanje PSS se razvrstavaju na:
- PSS za sletanje u uslovima vizuelne vidljivosti (VFR);
- PSS za sletanje pomoću instrumenata (IFR).

Aerodromi za sletanje pomoću instrumenata (IFR) moraju imati:
- PSS za sletanje pomoću instrumenata moraju biti opremljene pomoćnim sredstvima i uređajima koji nisu vizuelni a koji omogućavaju vođenje minimalno u odgovarajućem pravcu radi pravolinijskog prilaženja;
- PSS za precizno prilaženje, kategorije I. Ove PSS opremljene su uređajima za precizan prilaz i vizuelnim sredstvima koji omogućavaju prilaženje do visine donošenja odluke od najmanje 60 m i pri horizontalnoj vidljivosti najmanje 800 m ili uzduž PSS najmanje 550 m;
- PSS za precizno prilaženje, kategorije II. Ove PSS opremljene su uređajima za precizan prilaz i vizuelnim sredstvima koji omogućavaju prilaz do visine donošenja odluke od najmanje 30 m pri horizontalnoj vidljivosti uzduž PSS najmanje 350 m;
- PSS za precizno prilaženje, kategorije III. PSS u III kategoriji dele se u tri potkategorije:

- kategorija III-A: s visinom donošenja odluke ispod 30 m ili bez visine odluke pri horizontalnoj vidljivosti uzduž PSS najmanje 200 m;
- kategorija III-B: s visinom donošenja odluke ispod 15 m ili bez visine odluke pri horizontalnoj vidljivosti uzduž PSS najmanje 50 m;
- kategorija III-C: bez visine odluke i bez ograničenja vidljivosti uzduž PSS staze

| Kategorija | Visina odluke | Uzdužna vidljivost |
| ---------- | ------------- | ------------------ |
| I          | ≥ 60 m        | ≥ 550              |
| II         | < 60 m, ≥ 30 m | ≥ 350              |
| III-A      | < 30 m        | ≥ 200              |
| III-B      | < 15 m        | ≥ 50               |
| III-C      | 0             | 0                  |

### Klasa aerodroma
Klasu aerodroma određuje godišnji obim putničkog saobraćaja, ili zbir broja svih dolazaka i odlazaka putnika, uključujući i tranzitne putnike.
Klasa aerodroma zavisi od godišnjeg obima putničkog saobraćaja i može biti od I do V klase:
| Klasa aerodroma | Broj putnika u hiljadama |
| --------------- | ------------------------ |
|                 | 10.000 — 7.000           |
|                 | 7.000 — 4.000            |
|                 | 4.000 — 2.000            |
|                 | 2.000 — 500              |
|                 | 500 — 100                |

## Organizacija rada na aerodromu
Za organizaciju prihvata i otpremu vazduhoplova, putnika i robe održavanje uređaja i opreme i snabdevanje svim potrebnim materijalom, na aerodromu postoje sledeće službe;
- Uprava aerodroma na čelu s direktorom aerodroma i svim pratećim organima.
- Služba za kontrolu letenja, vođenje vazduhoplova i obezbeđenje letenja.
- Služba za održavanje i rukovanje sredstvima veze i radiofrekvencijskim uređajima i svetlima na manevarskim površinama aerodroma.
- Meteorološka služba
- Medicinska služba.
- Protivpožarna služba.
- Služba za prihvat i otpremanje vazduhoplova i deponažna služba
- Služba za prihvat putnika robe i specijalnih pošiljki.
- Služba za fizičko obezbeđenje aerodroma i bezbednosnu proveru putnika i robe.
- Služba carine i pasoške kontrole (na međunarodnim aerodromima)
- Služba za održavanje manevarskih površina u letnjim i zimskim uslovima.
- Ornitološka služba.
- Ostale prateće službe zavisno od vrste aerodroma i njegove namene (banke, turističke agencije, uslužne delatnosti, pošta, taksi služba itd.)

### Prihvat i otprema vazduhoplova
Ni jedna aktivnost vazduhoplova na aerodromima uključujući i poletanje i sletanje vazduhoplova ne može se obaviti bez odobrenja, Aerodromske kontrole letenja (AKL).
Sve procedure za prihvat i otpremu vazduhoplova jasno su definisane;
- međunarodnim propisima za letenje vazduhoplova,
- međunarodnim propisima za aerodrome u skladu sa njihovom kategorizacijom,
- lokalnim propisima zemalja na čijoj teritoriji su aerodromi,
- propisima svakog pojedinačnog aerodroma, prema njegovoj nameni i zadacima, koji su usklađeni sa međunarodnim ili lokalnim propisima zemlje u zavisnosti od vrste saobraćaja koji se obavlja na njemu (međunarodni ili lokalni).

### Prihvat i otprema putnika
- Dolazak na aerodrom putnik mora prilagoditi vremenu poletanja vazduhoplova kojim putuje kako bi mogao pravovremeno obaviti sve potrebne formalnosti pre ulaska u vazduhoplov (registracija putnika, bezbednosna kontrola, pasoška i carinska kontrola).[4]
- Prema odredištu putovanja putnici dele na;

- putnike u domaćem saobraćaju, koji putuju na linijama unutar jedne zemlje i
- putnike u međunarodnom saobraćaju, koji putuju u ili iz inostranstva.

- Prema dolasku i odlasku putnici se dele na;

- putnike u dolasku,
- putnike u odlasku i
- putnike u tranzitu kroz aerodrom.

### Domaći saobraćaj
Odlazak
Na domaćim letovima putnik se mora prijaviti najkasnije 20 minuta pre predviđenog vremena uzletanja vazduhoplova, kako bi bile obavljanje sve potrebne formalnosti za ulazak u vazduhoplov.
Dolaskom na šalter za registraciju putnika putnik predaje avio-kartu i prtljag. Službenik registracije putniku iz karte otkida kupon za let (engl. flihgt coupon) u koji upisuje težinu i broj prtljaga. Putniku se umesto kupona za let izdaje kupon za ulazak u avion (engl. Boarding pass). Na prtljag se stavlja privezak na kome je upisan broj leta i odredište a na avio-karti se lepe isti brojevi koji se nalaze na privesku. Putnik se zatim upućuje, nakon bezbednosne kontrole, prema mestu izlaza.
Na poziv za ukrcavanje putnik predaje kupon za ulaz u vazduhoplov kontrolnom službeniku na izlazu. Nakon prolaska svih putnika za određeni let službenik proverava i usklađuje brojno stanje prijavljenih putnika sa stvarnim brojem putnika koji su ušli u vazduhoplov.
Zavisno od opremljenosti pojedinog aerodroma, putnici do vazduhoplova mogu ići pešice (uz pratnju), autobusom ili kroz avio-most.
Dolazak
Nakon izlaska iz vazduhoplova putnik se prevozi i upućuje u aerodromsku zgradu na mesto za izdavanje prtljaga. Putnik prtljag preuzima nakon istovara sa pokretne trake u holu aerodromske zgrade.
Urednim izdavanjem i preuzimanjem prtljaga od strane putnika vazdušni prevoz smatra se završenim.

### Međunarodni saobraćaj
- Odlazak

- Postupak na šalteru za registraciju putnika isti je kao i na domaćim letovima jedino je vreme za prijavu na let duže. Vreme zavisi od vrste leta (kontinentalni, interkontinentalni let) i propisa pojedinih kompanija. Nakon obavljenih formalnosti na šalteru za registraciju putnika putnik se upućuje na kontrolu pasoša, carinsku i bezbedonosnu kontrolu. U međunarodnom delu aerodromske putnik zatim čeka na poziv za ukrcavanje u vazduhoplov. Postupak poziva i ulaska u vazduhoplov isti je kao i u domaćem saobraćaju.

- Dolazak

- Nakon izlaska iz vazduhoplova putnik se prevozi i upućuje u aerodromsku zgradu na pasošku i carinsku kontrolu. U istom delu zgrade nalazi se i služba za izdavanje viza strancima.

Nakon obavljene kontrole pasoša putnik u carinskom delu sa pokretne trake preuzima svoj prtljag i prolazi carinsku kontrolu. Nakon obavljenih carinskih formalnosti i napuštanja carinskog dela zgrade putnik je prešao državnu granicu.

### Tranzitni saobraćaj
Tranzitni putnici su putnici koji se nalaze u vazduhoplovu ili u putničkoj zgradi za vreme pripreme (prihvata i otpreme) vazduhoplova za nastavak leta pod istim brojem. Ako putnici napuštaju vazduhoplov dobijaju tranzitni kupon sa vidno označenim brojem leta za ponovni ulazak u vazduhoplov radi kasnijeg usklađivanja broja putnika koji su napustili vazduhoplov i ponovno u njega ušli.

### Transferni saobraćaj
Transferni putnici su putnici koji nastavljajući putovanje vazduhoplovom menjaju broj leta.
- Razlikujemo;

- putnike koji sa domaćih letova prelaze na međunarodne letove,
- putnike koji s međunarodnih letova prelaze na domaće letove.

Transfernim putnicima, pri dolasku u aerodromsku zgradu, ovlašćena osoba uzima kupon za let kojim putnik nastavlja putovanje i izdaje kupon za ulazak u vazduhoplov. Nakon toga putnici obavljaju potrebne formalnosti zavisno od vrste leta sa kojim nastavljaju putovanje (domaći ili međunarodni letovi).

## Prihvat i otprema robe
Za svu robu koja se predaje na prevoz od strane pošiljaoca ili njegovog špeditera prevoznik vrši proveru ispravnosti pratećih dokumenata i stanje pošiljke, broj koleta i ukupnu težinu pošiljke. Za ispravno predanu tj. primljenu pošiljku izdaje se „Avionski tovarni list” (engl. Air Waybill) koji sadrži:
- ukupnu količinu po broju i težini,
- sadržaj pošiljke,
- mesto isporuke,
- način isporuke i
- način plaćanja.

„Avionski tovarni list” ujedno je i ugovor o prevozu robe vazduhoplovom. Sastoji se od tri originala i jedanaest kopija. Njegov izgled i način popunjavanja propisan je međunarodnim standardima (ICAO, IATA).
Roba prihvaćenu za prevoz vazduhoplovom kao i prateći dokumenti moraju biti prethodno pripremljeni za utovar. Osnovni dokument neke robe je „Cargo manifest” (popis pošiljki koje se šalju vazduhoplovom određene linije, određenog dana na određeno odredište. „Cargo manifest” je pripremna i utovarna lista robnih pošiljki, deklaracija utovara za carinu i prateći dokument ukupnog tereta utovarenog u vazduhoplov.

### Prihvat i otprema specijalnog tereta
U specijalni teret spadaju pošiljke koje su po svom sadržaju i/ili obliku neuobičajene za prevoz vazduhoplovom i zahtevaju posebne mere pri rukovanju i utovaru/istovaru.
U specijalne terete spadaju;
-lako kvarljiva roba (PER), kao što su cveće, voće ili povrće,
-sveže meso (FRESH MEAT),
-žive životinje (AVI),
-posmrtni ostaci (HUM),
-teški teret (HEA), (teži od 150 kg),
-vrednosne pošiljke (VAL), novac, zlato, srebro i sl.,
-diplomatske pošiljke (DIP), pošiljke pojedinih diplomatskih predstavnika koji šalju diplomatski materijal svojim vladama i obrnuto.

### Prihvat, otprema i rukovanje opasnim teretom
Bezbednost u toku prevoza robe i putnika u vazduhoplovstvu je uvek na prvom mjestu. Kako se avionom može prevoziti većina robe, radi bezbednosti u toku njihovog transporta moraju se primenjivati određene mere bezbednosti. Određena vrsta „rizične” robe može se prevoziti vazduhoplovima samo u ograničenim količinama i u posebnim pakovanjima. Svi opasni tereti moraju biti na propisani način označeni posebnim (međunarodnim) nalepnicama, a njihov transport vazduhoplovima kao i utovar i istovar na aerodromu zahteva posebnu pažnju kako letačkog tako i zemaljskog osoblja.
U opasne terete spadaju:
- Eksplozivi
- Zapaljivi gasovi
- Gasovi pod pritiskom
- Zapaljive tečnosti
- Zapaljive čvrste materije
- Oksidanti
- Organski peroksidi
- Otrovi
- Zarazne materije
- Radioaktivne materije
- Nagrizajuće tečnosti
- Ostale opasne materije

## Prihvat i otprema vazduhoplova
- Vazduhoplov na početku stajanke dočekuje specijalno vozilo sa oznakom na sebi („Follow me”-prati me) i usmerava ga do mesta za parkiranje.
- Kada se vazduhoplov parkira i ugasi motore ispod njegovih točkova mehaničari postavljaju podmetači koji sprečavaju nekontrolisano pokretanje vazduhoplova po stajanci. Tek sada vazduhoplovu može prići ostala oprema.
- Na vazduhoplov koji nema ugrađene stepenice za izlazak putnika prislanjaju se pomoćne putničke stepenice i prilazi mu autobus za prihvat i prevoz i putnika do aerodromske zgrade.
- Istovremeno neletačko osoblje aerodroma prihvata i prevozi prtljag putnika i istovaruje ostali teret iz vazduhoplova. Prtljag se već prilikom istovara razvrstava na lokalni i transferni prtljag. Lokalna prtljaga se odvozi, zavisno da li je let međunarodni ili domaći, na domaće ili inostrane transferne linije za sortiranje i dalje razvrstavanje. Nakon istovara prtljaga istovaruje se roba i pošta.
- Kada se završi istovar vazduhoplovu prilaze servisna vozila: ketering, vozilo sa vodom za piće vod, vozilo za čišćenje toaleta, cisterna za dopunu goriva.
- Radi stabilnosti vazduhoplova smeštaj tereta se unapred izračunava. Prema instrukciji utovara u vazduhoplov se utovaruje roba, pošta i prtljag. Prilikom utovara robe posebna pažnja se posvećuje smještaju i osiguravanju specijalnih tereta o čemu postoje propisani postupci. Nakon završetka utovaru teretnog prostora u kome se teret osigurava sa za to ugrađenim mrežama. Nakon ulaska i smeštaja putnika vazduhoplov je spreman za poletanje i od vazduhoplova se pomera sva oprema. Zemaljski mehaničar koji je u sterefonskoj vezi s pilotom kontroliše start motora, i nakon njihovog zapuštanja daje znak za uklanjanje podmetača i signalizira pilotu da vazduhoplov može da krene.

## Aerodromi Srbije
Srbija raspolaže sledećom mrežom aerodroma i helidroma koji su prema karakteristikama poletno-sletne staze razvrstani u sledeće kategorije;
| Pokazatelj              | Brojčano |
| ----------------------- | -------- |
| Ukupno aerodroma (2009) | 28       |
| Ukupno helidroma (2007) | 2        |
| Međunarodni aerodromi   | 5        |
| RANG SRBIJE U SVETU     | 121      |

## Deset najvećih aerodroma na svetu
Deset najvećih aerodroma na svetu i broj putnika u toku 2014 godine:
1. Aerodrom — »Hartsfield-Jackson« — Atlanta, 96.178.899 putnika
2. Aerodrom — »Peking« Peking, 86.130.390 putnika
3. Aerodrom — »Heathrow« London, 73.408.442 putnika
4. Aerodrom — »Tōkyō-Haneda« — Tokio, 72.826.862 putnika
5. Aerodrom — »Los Angeles« — Los Anđeles, 70.665.472 putnika
6. Aerodrom — »Dubai« — Dubai, 70.475.636 putnika
7. Aerodrom — »O'Hare« — Čikago, 70.015.746 putnika
8. Aerodrom — »Charles-de-Gaulle« — Pariz, 63.808.796 putnika
9. Aerodrom — »Dallas-Fort Worth« — Dalas, 63.523.489 putnika
10. Aerodrom — »Chek Lap Kok« — Hong Kong, 63.148.379 putnika

## Literatura
- Pravilo letenja oružanih snaga vojske SFR Jugoslavije, SSNO, Beograd, 1979.

## Spoljašnje veze
- (језик: руски) Vazduhoplovni kodeks Ruske federacije
- (језик: енглески) IATA — zvanična prezentacija
- (језик: енглески) ICAO — zvanična prezentacija
- (језик: енглески) Prefiksi ICAO kodova aerodroma po zemljama
- (језик: енглески) ICAO kodovi aerodroma
- (језик: хрватски) Aerodrom-definicije